# Anne Bourdon
Anne Bourdon (29 août 1644 - 4 novembre 1711) est une religieuse en Nouvelle-France. Elle a été la première canadienne de naissance à être supérieure des Ursulines en Nouvelle-France. Elle était aussi connu sous le nom de Mère de Sainte-Agnès.